# フジゲン
フジゲン株式会社（英: FUJIGEN INC.）は、日本の長野県松本市に本社を置く楽器製造メーカー。主にエレキギターやエレキベースを製造している。
旧社名は富士弦楽器製造（1989年4月に現社名に変更）。

## 概要

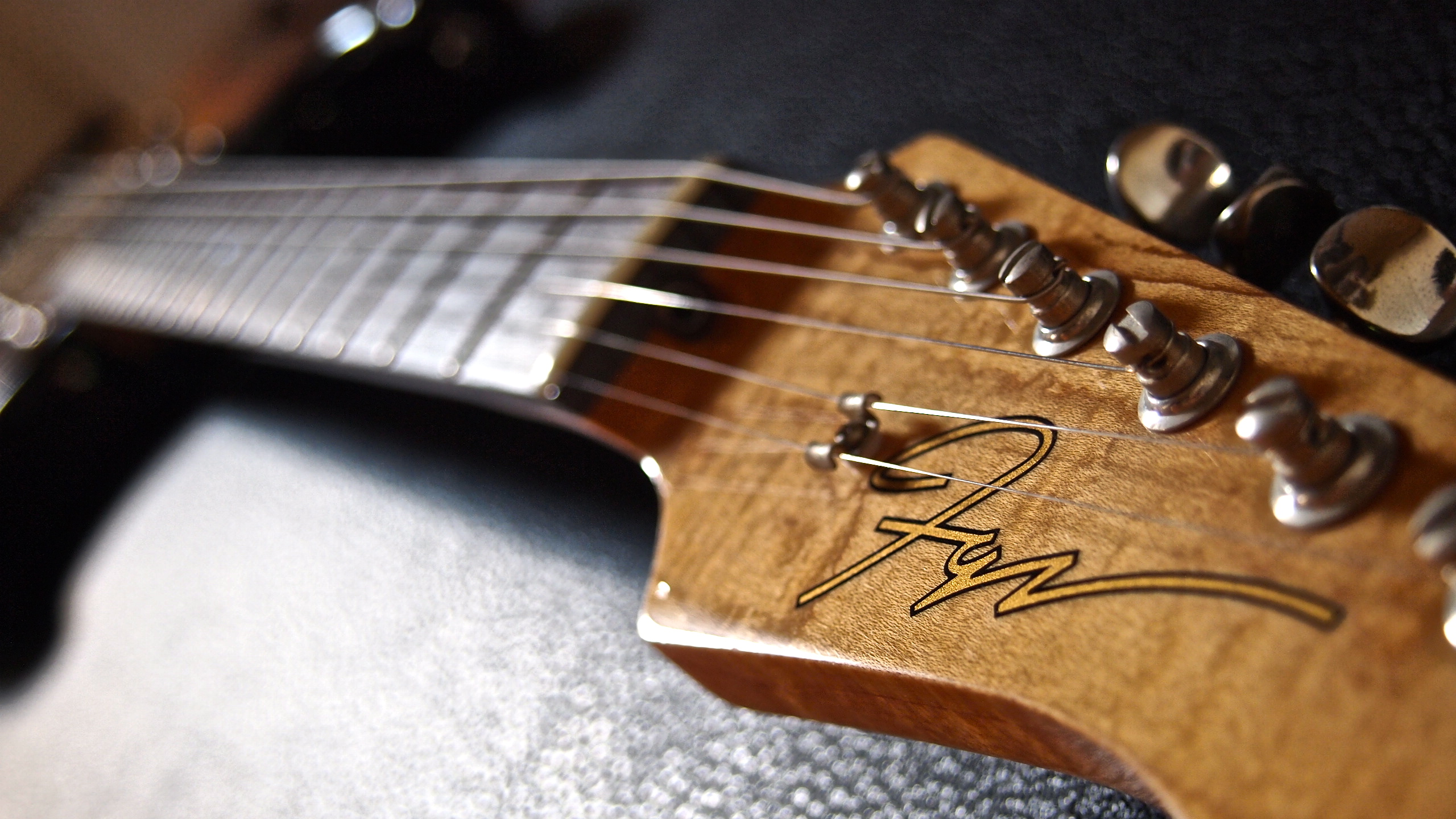
フジゲンのオリジナルブランドの一つであるFGN

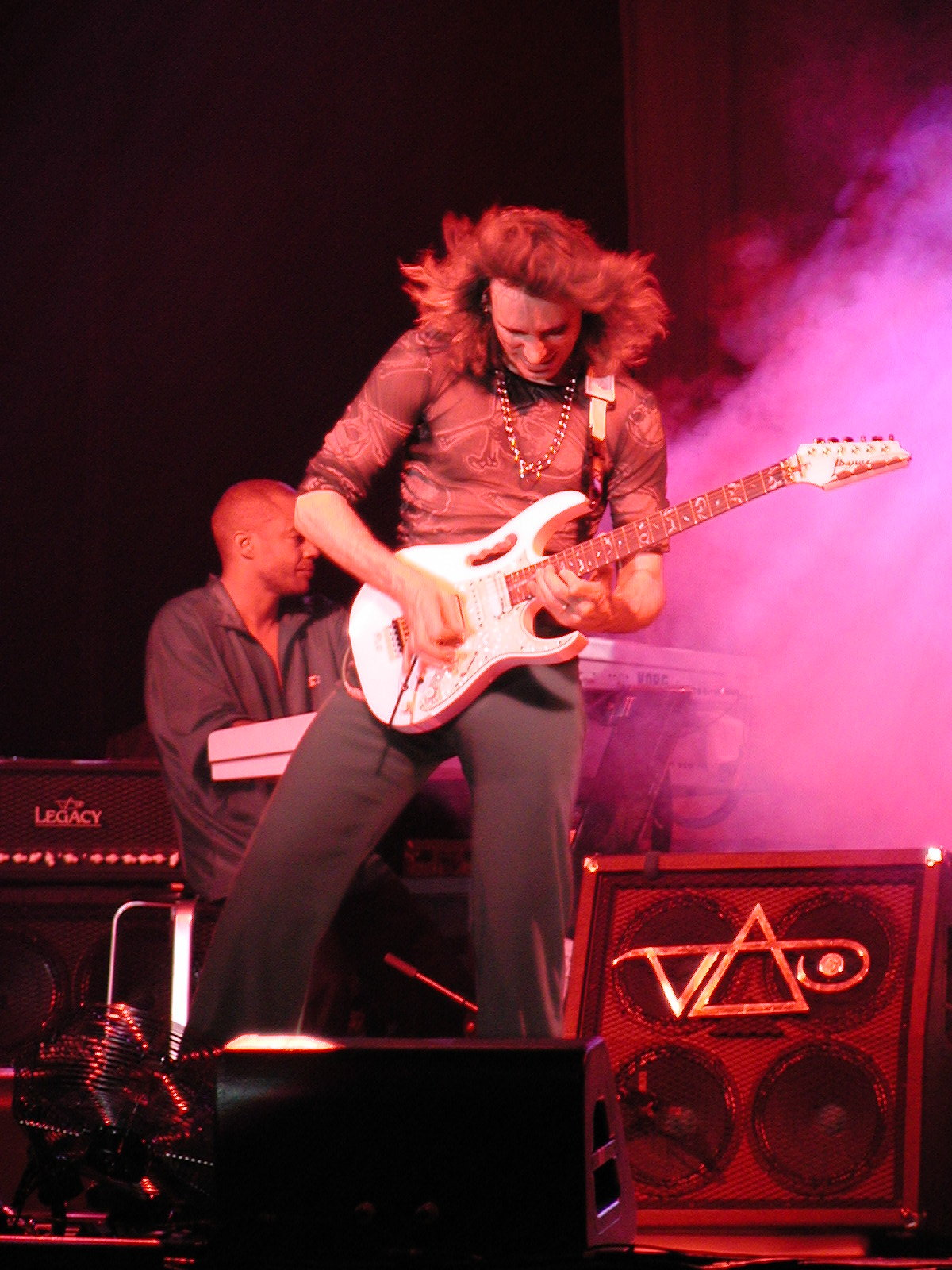
フジゲン製造のibanez JEMを演奏するスティーヴ・ヴァイ

「FGN Guitars」における自社ブランドの弦楽器のほかオルゴールや和太鼓などの製作、アイバニーズ、G&Lミュージカル・プロダクツの製品や大手メーカーのOEM生産、日本流通分のギブソン製品の検品も行っている。エレキギターの生産本数は1日120 - 130本であり、その内の約90%がアイバニーズなどのOEM製造、残り10%が自社ブランド(FUJIGEN、FGN)である。バブル期には1日500本を生産していた。
オンラインショップで自社ブランドのオーダーや販売を行う以外に、東京・池袋と代官山に直営店の「フジゲンカスタムハウス」を構え、修理などのユーザーサポートの他、オーダーメイドの受注にも幅広く対応している。
また、木材加工の分野では加工技術を応用した蕎麦打ち道具や、主にトヨタ自動車・レクサス向けウッドインパネ等の木製内装材を製作している。現在はこちらの業務の売上高が社内でのシェアの大半を占めている。

## 歴史

### 初期 - 商標侵害訴訟問題
1959年、大阪屋商事の社長であった三村豊が友人と木曽鈴木バイオリンの子会社買収を計画。その際、長野県松本市で農業経営に成功していた横内祐一郎にも参画を促した。しかし、三村は銀行からの支援を得ることができず買収を断念。この時、参画を決意していた横内は方針を転換し、起業を決意。1960年5月、三村と共同出資で富士弦楽器製造を創業した。創業当初はクラシックギターの製造が中心であったが、1960年代後半からは神田商会のグレコ、星野楽器のアイバニーズといったギブソンやフェンダーなどのエレキギターのコピー製品が中心であったブランドの下請け製造に切り替えていった。
1970年に韓国の釜山にアコースティックギターやアーチトップギターなどの生産工場として子会社のピアレスギター(Peerless Guitars Co.)を設立し、後にエピフォンやオービルバイギブソン、グレッチ、フェンダーなどの生産拠点として稼働する。
その他では1978年にローランドと合弁で「富士ローランド」を設立し、ギターシンセサイザーの発売に携わっている。
1977年、ギブソン社が偽造品を製造していた日本の楽器メーカーに対して一斉に訴訟を起こし、富士弦も著作権侵害で15億円の損害賠償請求の訴訟を起こされる。しかし、富士弦側は合法的に国内でコピー品を製造するために、日本国内における「ギブソン」等のメーカーの商標を無断取得していたため、ギブソン側が劣勢となり、商標権を全て引き渡す事で和解に成功する。ただ、この事をきっかけに日本国内ではモラルが問われるようになり、アイバニーズやグレコなどではデザインの一新が行われ、神田商会やヤマハなどと共同でコピー品の自粛呼びかけ広告を出されるなどした。アイバニーズでは以降のオリジナルモデルへの分岐点となり、現在では、訴訟以前の製品は「Ibanez Lawsuit」と呼ばれている。アメリカ国内では、ジョン・スコフィールドなどはこれらのロゴを消すなどして使用していた。なお、ギブソンとは1988年に和解し、日本国内のコピー品対策のブランドとして『オービル byギブソン』やエピフォンのインペリアルシリーズを設立している。

### フェンダーとの技術提携へ
ギブソンなどと同様に日本国内の偽造品問題を抱えていたフェンダーは、新たな対策として偽造品の製造会社に正規品を下請け発注する計画を発案した。それに際し、ギブソン訴訟以降は合法的なブランド品販売を模索していた神田商会と富士弦との利害が一致し、1982年からフェンダーの子会社「株式会社フェンダージャパン」をフェンダー、富士弦楽器製造、神田商会、山野楽器の共同出資で設立。フェンダーの日本・アジア向け製品として「フェンダージャパン」「スクワイア」ブランドの品を製造することとなった。
これらのOEM製造などで1983年には世界一のギター出荷量となったほか、1985年にCBSがフェンダーをビル・シュルツに売却した際、工場拠点を失ったフェンダー社から技術支援を求められ、アメリカに杉本眞（現Sugi Guitars）などをはじめとする技術支援チームを送り工場新設を支援した。この工場の建設から完全な稼働体制が整うまでの1984年から1987年の間、富士弦のOEMによる『フェンダー』ブランドのギターやベースがアメリカ国内で多く流通された。
1986年、フェンダーと富士弦の共同開発の新ギターブランドとしてハートフィールドを設立。フェンダー側からはジョン・ペイジといったフェンダーカスタムショップのメンバーも参加し、現在のオリジナルブランドで扱っている『Elan』などもこの時にデザインされた。1987年、フェンダーとの技術協力やアイバニーズの製品開発拠点としてアメリカ支社のR&D Guitar inc.を設立する。また同年にフェンダーとそれぞれ4800万円の共同出資を行い、フェンダーメキシコ社を創業。
1989年にフジゲン株式会社に改名する。1991年に塗装を専門に行う工場としてフジゲン広丘株式会社を設立。

### バブル崩壊後
1990年代になると新興国の企業に下請け製造のシェアを奪われるようになり、日本の景気悪化と工場など設備投資などが重なり多大な負債を抱え始め、1993年にはハートフィールド社の倒産、エピフォンのインペリアルシリーズ製造中止など製造ラインの縮小化が行われる。1997年にはフェンダーメキシコとフェンダージャパンの株式を売却し、フェンダージャパンとオービル byギブソンは解散することとなった。
2000年代からトヨタ自動車のウッドパネルの下請けを開始したほか、自社ブランドの流通拠点として2001年に池袋へ「フジゲンカスタムハウス」を開設する。2002年からはエピフォンにおけるギブソンモデルラインの上位グレード、「エリート」シリーズ（ソリッドギターのみ。後に「エリーティスト」へ改名）の製造を担当し、2008年まで継続された。

## 主な製品
- ギター、ベース - Expert、Masterfield、Neo Classic、J-Standard
- ウクレレ（ソプラノ、コンサート、テナー） - FGN Acoustic（Standard Traditional、Entry Traditional）
  - かつてはパイナップル型や、自社ブランドのPupukea（ププケア）を製造していた
- オルゴール
- 和太鼓 - 長胴太鼓、平胴太鼓、締太鼓。龍昇太鼓（道場）
- 鳴子
- 蕎麦道具主

## エピソード
創業から間もない頃、三村と横内がアコースティックギターを一本作り品評会に出展したところ、その見た目の良さから見事に賞を受賞した。それを触れ込みに神田の楽器店に持ち込み営業をしたところ、店側の食いつきは良かったが販売契約に至らなかった。当時は木工の技術はあったがアコースティックギター制作のノウハウが全く無く、音程がデタラメなギターだったためである。それを受けて三村は「音のことなんか俺わかんないから横内さんがやってよ」と横内に改善を丸投げした。その後音響のノウハウを得た横内によって元のギターとしての見た目に性能も兼ね備えた品が完成。商売も軌道に乗った。

ギター制作が軌道に乗った頃、その商売は三村の予想以上に儲かっていた。そこで三村が横内に対し「儲かってるなどと絶対に言わないように。ライバルが出てきたら困る」と釘を刺した。
その後、横内が社外の人間に合った際に「おたくの会社は儲かっているようですね」と言われたため、三村の言いつけ通り否定した。誰から聞いたのか尋ねたところ、「おたくの社長が大勢の前で言ってたよ」と返ってきた。

## 特許
2002年に「サークル・フレッティング・システム（C・F・S）」を開発（特許番号第3282035号）。フレットのカーブに沿って非直線の円弧状フレットを備えることで、すべての弦がフレットと直交し、スペック値と同じ距離でフレットを置くことができる。

## 過去に下請けを行った企業・ブランド
- 星野楽器（アイバニーズ）：1962年 - 
  - J.Customシリーズ
  - Prestigeシリーズ
  - アーティストシグニチャー等
- フェンダー
  - フェンダー：1984年 - 1987年
  - フェンダージャパン：1982年 - 1997年
  - スクワイア：1982年 - 1997年
  - フェンダーメキシコ：1987年 - 1997年（メキシコ工場管理）
  - ハートフィールド：1986年 - 1993年
- G&L
  - プレミアムシリーズ
- ミュージックマン
  - EXシリーズ
- 神田商会
  - グレコ：1960年 - 1993年
- ギブソン
  - エピフォン インペリアルシリーズ：1988年 - 1993年
  - オービル byギブソン：1988年 - 1998年
  - エピフォン エリート/エリーティストシリーズ 2002年 - 2008年
  - トバイアス：1988年 - 1993年
- ヤマハ
- 島村楽器：2001年 - 
  - History
  - Cool Z
- ディーン
- DBZ：2009年 -
- スペクター
- クロサワ楽器(G-Life)：2008年 -
- 松下工房(Seen)
- テスコ： - 1969年
- 南洋貿易
  - Goya Guitars
  - Tele-Star

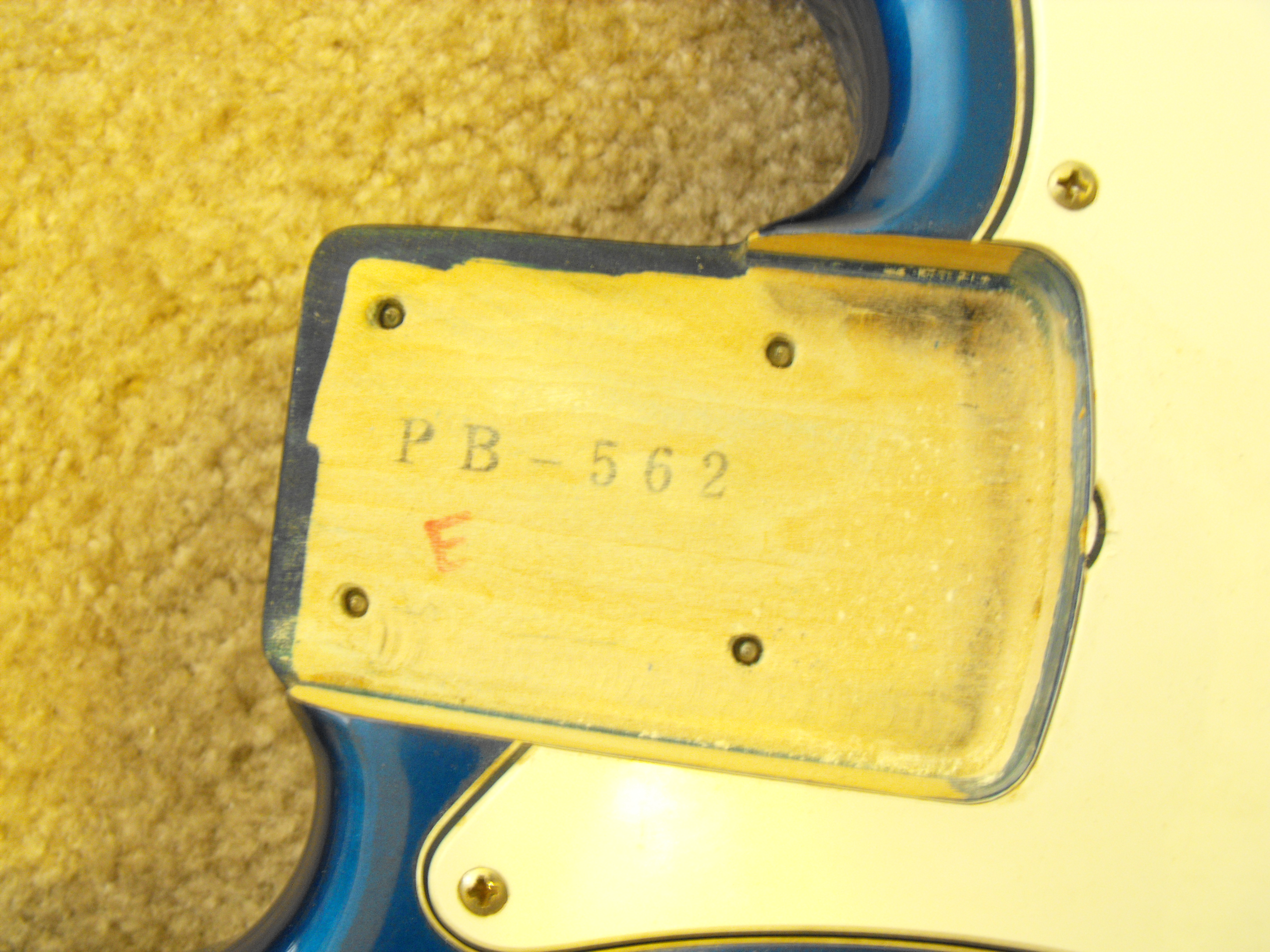
1984年から1987年に『フェンダー』としてアメリカで流通した一つである富士弦楽器製造製のプレシジョンベース
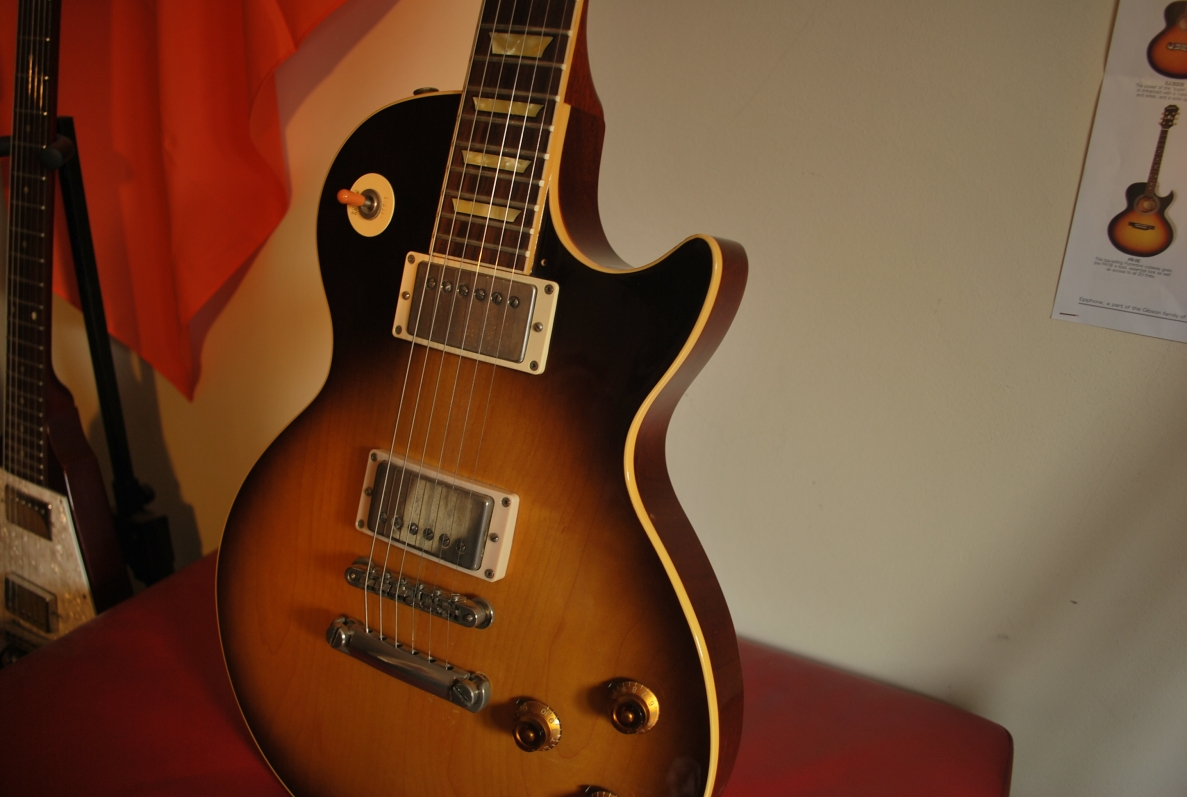
オービルbyギブソンのレスポール
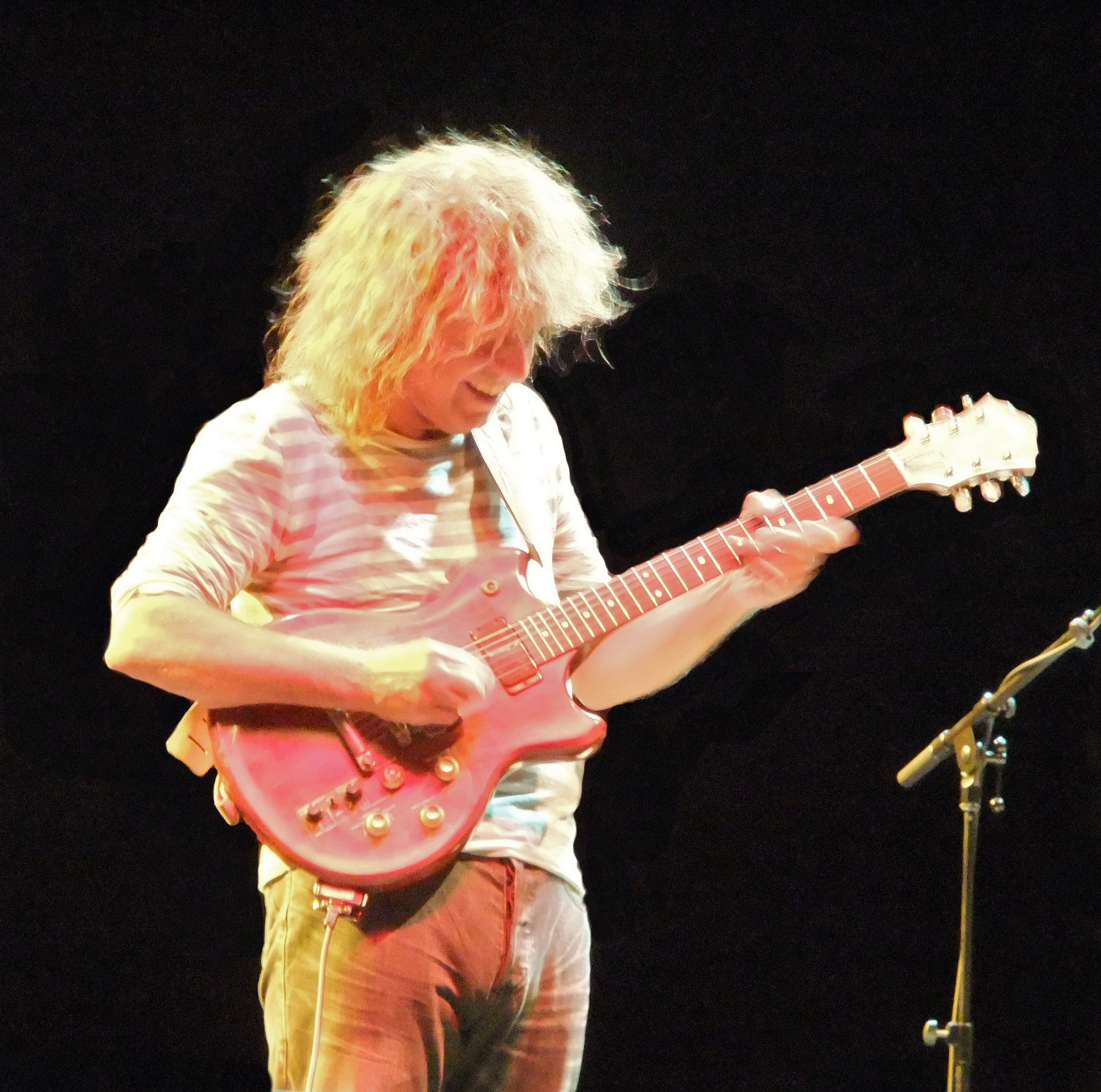
富士ローランドのギターシンセサイザーを演奏するパット・メセニー
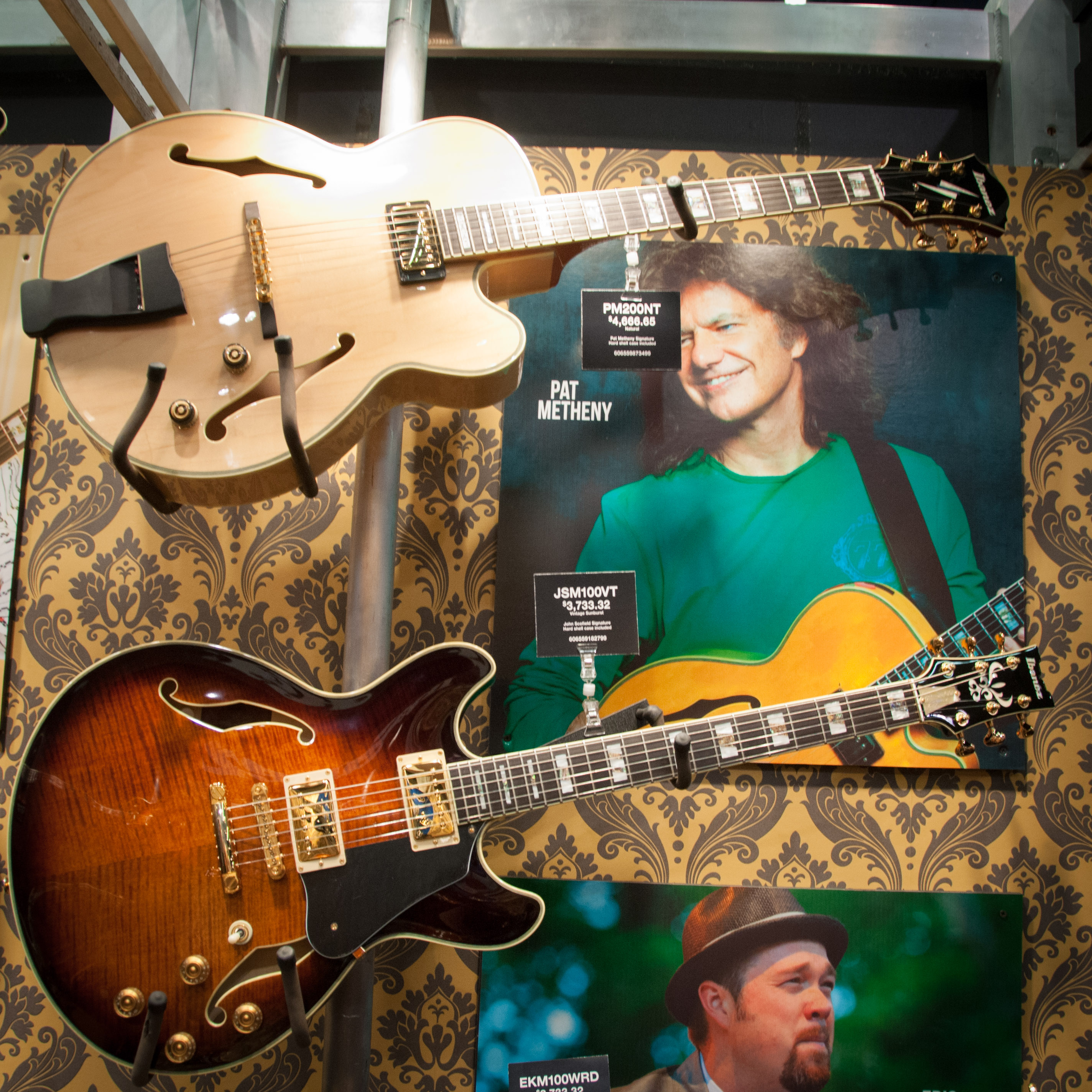
「Namm Show」で展示されているアイバニーズのパット・メセニーとジョン・スコフィールドのシグネチャー・モデル
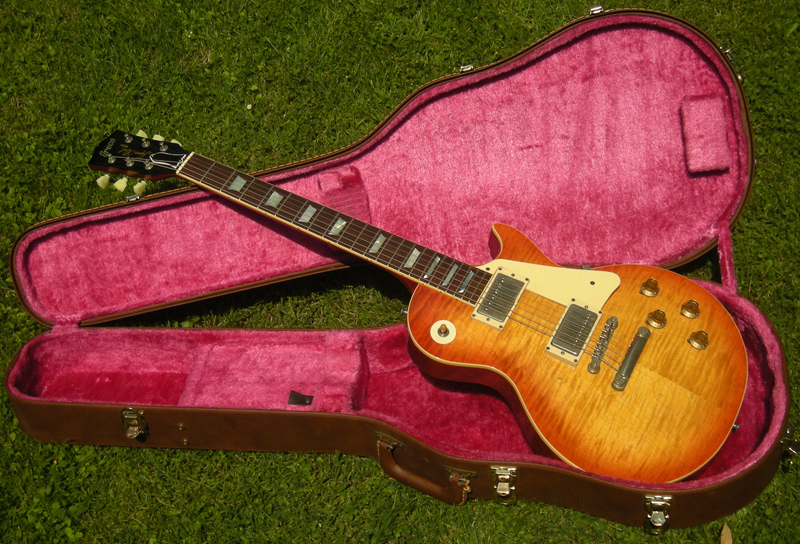
グレコのスーパーリアルシリーズ

## 生産拠点
- 本社工場（長野県松本市） - ウッドパネル製造
- 大町工場（長野県大町市） -  木材加工、楽器製造・組み立て
- 安曇野第1・第2工場（長野県安曇野市） -  オルゴール・和楽器・ウッドクラフト製造、ギャラリーを併設
- 広丘工場（長野県塩尻市） - 塗装
- オホーツク工場（北海道紋別郡） - 木材加工・塗装